# 藤嶋美伶
藤嶋 美伶（ふじしま みり、1990年11月10日 - ）は、日本のモデル、女優、歌手。兵庫県出身。Milli名義で音楽ユニット「東京水族館」（活動休止中）のボーカル、「囁揺的音楽集団AsMR」のピアノボーカル、竹村忠臣とのユニット「MilliTake」として活動。藤嶋美伶名義でソロ活動も行っている。

## 人物
桐朋学園大学音楽学部卒業。専攻はピアノ。特技は絶対音感、ピアノ、声楽。 「音大卒の歌えるモデル」をキャッチフレーズにしている。

## 出演

### テレビドラマ
- シンデレラデート（2014年11月3日 - 12月26日、フジテレビ） - 井上奈々 役
- 警部補・碓氷弘一 〜殺しのエチュード〜（2017年4月9日、テレビ朝日） - 相田千華子 役

### テレビ
- 痛快TV スカッとジャパン（2015年2月2日・6月22日、フジテレビ）
- 浅野靖典の旅うま!（2018年8月6日 - 9月24日、グリーンチャンネル）

### Webドラマ
- 火花（2016年6月、Netflix）

### ミュージックビデオ
- Neontetra「たからもの」(2023年3月15日)